# Аркус Любов Юріївна
Любов Юріївна Аркус (рос. Любовь Юрьевна Аркус) — радянський і російський кінознавець, режисер, засновник (спільно з Олександром Голутвою) і головний редактор кінематографічного журналу «Сеанс». Засновник і президент фонду «Вихід в Петербурзі», творець центру навчання, соціальної абілітації і творчості для людей з аутизмом «Антон тут поруч». Автор ідеї та головний редактор освітньо-просвітницького порталу «Чапаєв» — chapaev.media.

## Біографія
Любов Аркус народилася 20 вересня 1960 року у Львові.
У 1984 році закінчила сценарно-кінознавчий факультет ВДІКу. Працювала літературним секретарем Віктора Шкловського і редактором кіностудії «Ленфільм». У 1989 році спільно з Олександром Голутвою створила журнал «Сеанс». З 1993 року — засновник і головний редактор видавництва «Сеанс». З 2010 року також є художнім керівником майстерні «Сеанс». З 2006 року — співавтор програми «Закритий показ» («Перший канал»). З 2006 по 2011 рік — доцент СПбГУКіТ. Публікувалася в журналах «Мистецтво кіно», «Огонек» та інших.
Лауреат ряду вітчизняних і зарубіжних фестивалів та кінопремій.
У березні 2022 року Аркус підписала колективне звернення кінокритиків, істориків кіно та кіножурналістів Росії проти російського вторгнення в Україну.

## Фільмографія
Режиссёр
- 2012 — Антон тут поруч/ рос. Антон тут рядом (док. фільм)[5]

Продюсер
- 2008 — Список кораблів/ рос. Список кораблей
- 2010 — Хтось, але не ти/ рос. Кто-то, но не ты
- 2012 — Діаманти. Крадіжка/ рос. Бриллианты. Воровство

Сценарист
- 2012 — Антон тут поруч/ рос. Антон тут рядом

Актриса
- 1988 — Фонтан
- 2012 — Кококо
- 2013 — Важкий випадок/ рос. Тяжёлый случай